# Aïn Dfali
Aïn Défali est une commune rurale de la province de Sidi Kacem, dans la région de Rabat-Salé-Kénitra, au Maroc. Elle ne dispose pas de centre urbain.
La commune rurale de Aïn Défali est le chef-lieu du caïdat portant le même nom, lui-même situé au sein du cercle de Tilal Al Gharb puis devenant le cercle de Had Kourt après le dahir du 11 juin 2009, avant de reprendre l’appellation de 2008 à la suite du dahir du 17 mars 2010.
Elle a connu, de 1994 à 2004 (années des derniers recensements), une hausse de population, passant de 23 390 à 24 521 habitants.